# 古藤一聡
古藤 一聡（ことう かずあき、1975年12月19日 - ） は、日本の俳優である。御輿の会「担童連」初代会長。「安藤昇一門会」発起人代表メンバー。
東京都豊島区出身。A型。国立音楽院中退。

## 来歴
古藤が19歳の時に安藤昇と出会い、惚れ込んだ古藤は安藤に神輿の会の命名をお願いする。古藤が22歳の時に安藤から「担童連」という名前を命名される。
2002年5月24日、「担童連」を結成。
2003年、江東区レインボータウンFM開局から約3年間、『担童連 古藤一聡の頑張ろうぜ!日本』のメインパーソナリティを務める。
2004年、安藤昇一門会の発起人代表メンバーの１人として抜擢。
2010年、芸名を本名の古藤一聡から古藤聡（ことうあきら）に変更。役者の仕事は古藤聡で活動している。
2016年3月9日、「古藤聡(俳優)オフィシャルブログ」を開設。
2017年、結婚。
2018年3月、居酒屋「祭宴 SAIEN」を開店。
現在は脚本家旭井寧と共に上海に基盤を移し活動。

## 人物
三池崇史監督作品『IZO』が釜山国際映画祭へノミネートされ、主演の中山一也と釜山国際映画祭へ行き衝撃を受ける。
Vシネマやアウトロー系映画作品の俳優業の一方で、東京・渋谷を中心とした御輿（みこし）の会「担童連」の会長として、祭りに意欲的に取り組んでいた。
特技はピアノ、ダイビング。

## 出演

### 映画
- IZO（2004年）
- コイシイヒト（2009年）
- 光る（2009年）

### Vシネマ
- 実録・安藤組外伝「地獄道」（2001年）
- 極道最前線 「荒ぶる魂たち」（2002年）
- 実録・安藤昇侠道伝「烈火」（2002年）[8]
- 梶原一騎17回追悼記念作品「新・空手バカ一代」（2003年）
- 梶原一騎17回追悼記念作品「すてごろZANGE」（2003年）
- すてごろ〜梶原三兄弟激動昭和史〜（2003年）[9]
- 実録・安藤組回想録「鬼哭」（2003年）
- 新・セーラー服刑事 1 - 3（2006 - 2008年）
- 逆鱗組七人衆（2005年）
- ヤクザ23区（2007年）
- 探偵物語（2007年）
- やくざ抗争史 猛友会 西成愚連隊 掃溜めの夢（2008年）
- 裏切りの挽歌（2009年）
- 裏切りの挽歌 復讐編（2009年)

### 舞台
- 極道たちの校歌Ⅱ（2007年4月、恵比寿・エコー劇場）[10]
- またまたこんなメンバーでやっちゃいました!PART-8（2008年）

### ラジオ
- 担童連 古藤一聡の頑張ろうぜ!日本（2003年 - 2006年、レインボータウンFM）[3]